# 稚内大谷高等学校
稚内大谷高等学校（わっかないおおたにこうとうがっこう、英: Wakkanai Ohtani High School）は、北海道稚内市にある私立高等学校である。地元での略称は「谷高（タニコウ）」。日本の私立高等学校としては最北端にあり、稚内市を含む宗谷管内では唯一の私立高等学校である。

## 概要

### 特色
真宗大谷派学校連合会に加盟している高等学校であり、週に1時間の宗教の授業がある。なお、宗派は真宗大谷派で総本山は真宗本廟である。
修学旅行時は必ず東本願寺が旅行行程に入っている。
1997年（平成9年）からはホームヘルパーの資格も取得できるようになった（希望する生徒のみ）。
当校にはスキー授業はなく、カーリングの授業がある。

### 沿革
- 1963年（昭和38年） - 女子校として創立（校名は現在と同じ）。
- 1965年（昭和40年） - 稚内市緑3丁目14番1号に校舎を新築し移転（旧校舎）。
- 1968年（昭和43年） - 男女共学となる（当時は男女クラス別）。
- 1972年（昭和47年） - 男女混合クラスとなる。
- 1997年（平成8年） - 訪問介護員養成研修2級課程（ホームヘルパー2級）を開始。
  - 2012年（平成24年）までは、稚内市民も資格取得が可能であったが、現在は当校生徒のみとなっている。
- 2013年（平成25年） - 創立50周年を迎える。
- 2014年（平成26年）
  - 創立以来初めて定員割れをすることなく募集定員を達成した（定員90人）。
  - 8月 - 旧校舎老朽化に伴い、校舎を旧北海道稚内商工高等学校に移転。

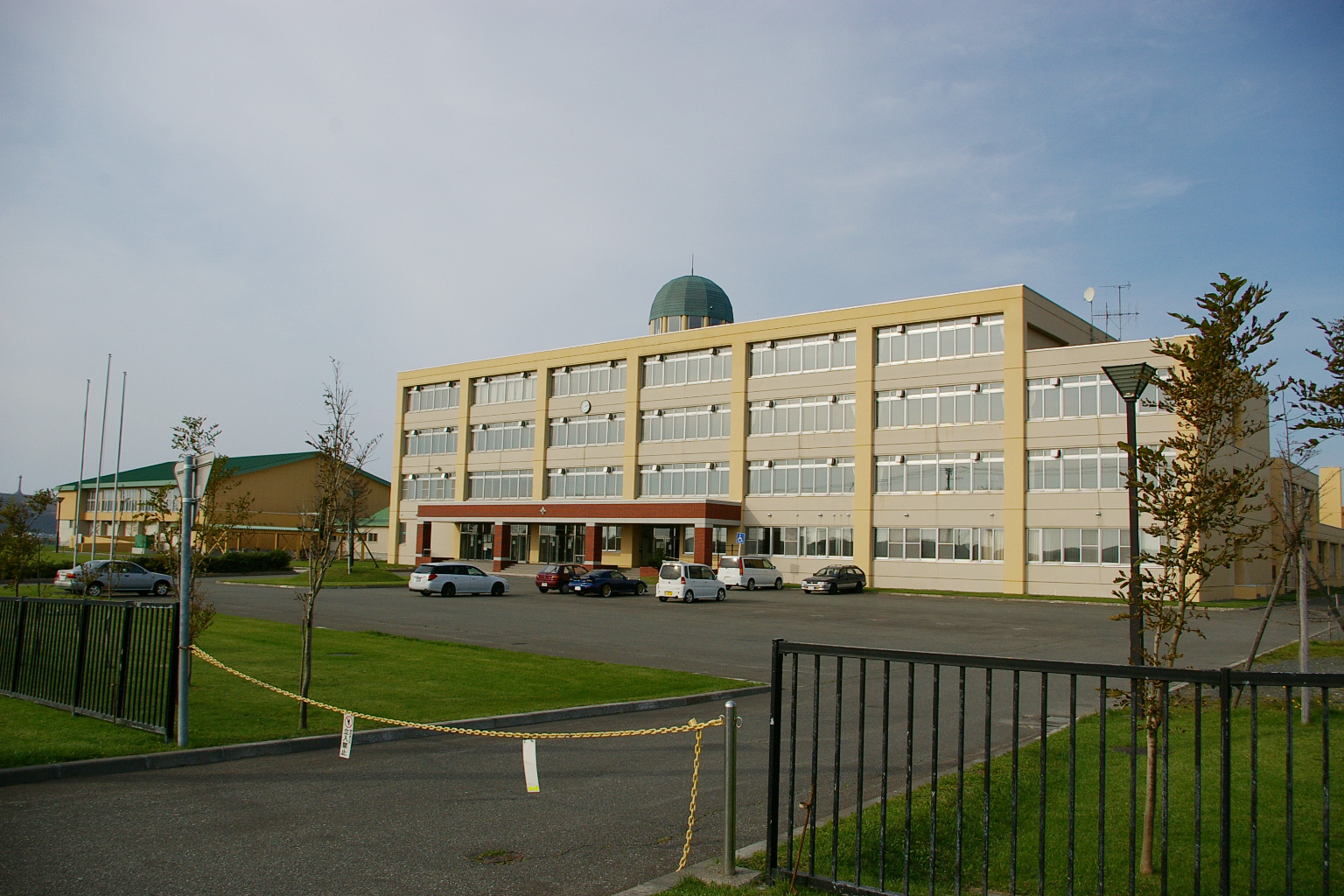
現在の校舎（外壁は塗り替えられている）
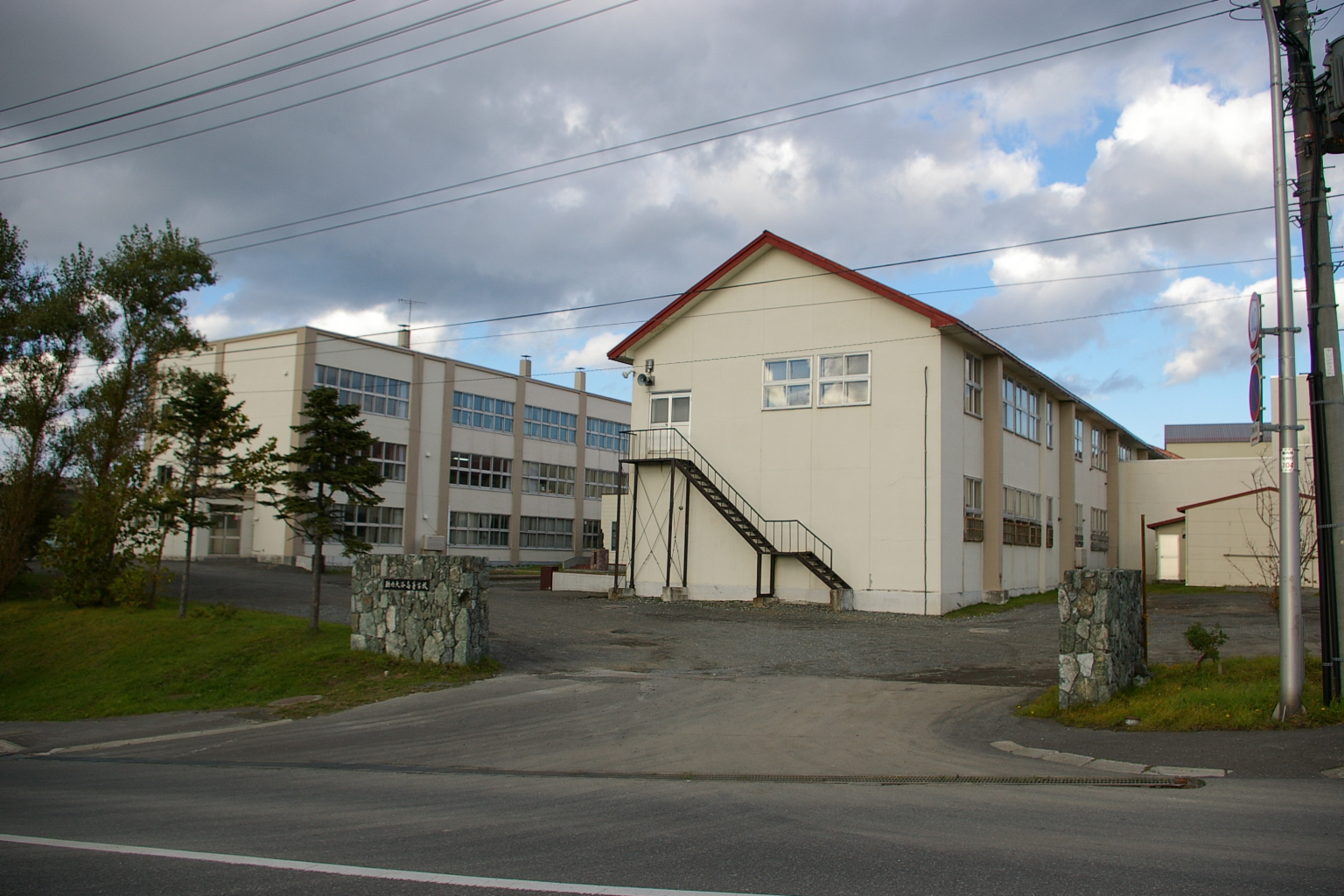
以前の校舎（2014年（平成26年）7月まで使用していた）

## 部活動
- 運動部
  - 野球部（男）
  - サッカー部（男）
  - 柔道部（男・女）
  - バドミントン部（男・女）
  - バレー部（女）
  - バスケットボール部（男・女）
  - 卓球部（男・女）
- 文化部
  - 吹奏楽部（男・女）
  - 放送部（男・女）
  - 図書局（男・女）
  - 書道部（男・女）
  - インターアクト部（男・女）

## 著名な出身者

### プロ野球選手
- 宇佐美康広 - ヤクルトスワローズ

### プロレス選手
- 唯我 - バトスカフェ

## 現況
2020年（令和2年）時点で、生徒数は268人、教職員数は20人、事務職員数は5人である。
1990年代は1学年につき5クラス・1学年あたり約180人であったが、地域の少子化と急激な人口減により、2000年代は1学年につき2クラス・1学年あたり約60人と、私立高等学校としての存続が危ぶまれる生徒数となっていた。
2010年代に入り、北海道稚内商工高等学校が廃校になり、稚内市内の高校が北海道稚内高等学校と当校の2校だけとなったことから、生徒数は回復し、1学年につき3クラス・1学年あたり90人の定員を募集している。2014年（平成26年）度以降は6年連続で定員を達成している。

## アクセス
- JR宗谷本線 南稚内駅から徒歩で約25分。
- 宗谷バス（富岡線）「大谷高校前」バス停から徒歩で約1分。
- 宗谷バス（稚内市内線）「潮見5丁目」バス停から徒歩で約10分。